# Jeremy Bray
Jeremy Bray (* 29. Juni 1930; † 31. Mai 2002) war ein britischer Politiker.

## Politischer Werdegang
Nachdem der Konservative Jocelyn Simon, welcher den Wahlkreis Middlesbrough West seit 1951 im britischen Unterhaus vertrat ein hohes Richteramt angenommen hatte, gab er sein Mandat zurück. Zu den fälligen Nachwahlen schickte die Labour Party Bray ins Rennen. Obschon die Konservativen die vorangegangene Wahl deutlich gewonnen hatten, setzte sich Bray gegen seine Kontrahenten durch und zog in der Folge erstmals in das House of Commons ein. Bei den folgenden Wahlen  1964 und 1966 hielt er sein Mandat. In ersterer Wahlperiode war Bray als Parliamentary Private Secretary eingesetzt, während er in der zweiten Wahlperiode eine Position als Parliamentary Secretary innehatte. Mit einer Differenz von nur 388 Stimmen unterlag Bray bei den Unterhauswahlen 1970 dem Konservativen John Sutcliffe und schied aus dem britischen Unterhaus aus.
Bei den Unterhauswahlen im Oktober 1974 bewarb sich Bray um das Mandat des Wahlkreises Motherwell and Wishaw. Brays Parteikollege George Lawson hatte dessen Mandat bei den vorangegangenen Unterhauswahlen im Februar 1974 gewonnen, trat jedoch zu diesen Wahlen nicht mehr an. Bray gewann das Mandat ungefährdet und zog ein zweites Mal in das House of Commons ein. Bei den folgenden Unterhauswahlen 1979 verteidigte er sein Mandat.
Im Zuge der Wahlkreisreform im Vorfeld der Unterhauswahlen 1983 wurde der Wahlkreis Motherwell and Wishaw aufgelöst. Bray kandidierte im Wahlkreis Motherwell South, in welchen weite Teile des aufgelösten Wahlkreises aufgenommen wurden. Er errang das Mandat deutlich und verteidigte es ungefährdet bei den folgenden Wahlen 1987 und 1992. Unerwarteterweise trat Bray bei den Unterhauswahlen 1997 nicht mehr an und schied aus dem Parlament aus. Nachdem der Wahlkreis Motherwell South im Zuge der Wahlkreisreform aufgelöst wurde, kann kein direkter Nachfolger bestimmt werden. Insgesamt sind 2707 Wortbeiträge Brays im Parlament verzeichnet.